# System Subversion
System Subversion è il quarto disco della band thrash metal Methedras.
Il disco è l'ultimo con lo storico chitarrista Eros Mozzi, mentre la copertina è un'opera di Spiros "Seth" Antoniou (a.k.a. Seth Siro Anton), leader dei Septicflesh.

## Tracce
1. Subversion
2. You Got It
3. Death-O-Cracy
4. Dead Memories
5. Fallout
6. Thrown Away
7. S**t Happens...
8. Brawl
9. Blood, Oil & Vengeance
10. Distorted Emotions
11. Deathocracy (Dualized Remix)
12. Blood Oil (Dualized Remix)

## Formazione
- Claudio Facheris: voce
- Eros Mozzi: chitarra ritmica e solista
- Andrea Bochi: basso
- Daniele Gotti: batteria